# Principi de Thomsen-Berthelot
El caràcter exotèrmic de la majoria de reaccions químiques espontànies i la seva transformació més o manco ràpida segons l'energia despresa en el procés, va fer suposar que la calor de reacció mesurava la tendència que existia entre dues substàncies perquè reaccionassin entre elles, la qual cosa es coneixia com a afinitat química. Si en la combinació de clor i hidrogen es desprenia més calor que en la del brom i l'hidrogen era degut al fet que l'afinitat entre el clor i l'hidrogen era major que entre el brom i l'hidrogen. Aquestes consideracions foren generalitzades pel químic danès Julius Thomsen el 1853 i elevades a postulat el 1867 pel químic francès Marcellin Berthelot i s'anomena principi de Thomsen-Berthelot o del treball màxim:
La transformació química que es produeix sense intervenció d'energia externa és la que origina la substància o substàncies que determinen el major despreniment de calor.
L'existència de processos reversibles que assoleixen el punt d'equilibri tant a partir dels reactius com dels productes va fer insostenible aquest principi, ja que si la reacció directa és exotèrmica, la reacció inversa serà endotèrmica. En aquest cas el sistema evoluciona just al contrari del que indica el principi de Thomsen-Berthelot. Això fou demostrat l'any 1882 pel científic alemany Hermann von Helmholtz.